# Among Us
《Among Us》，又譯《我們之中》、《太空殺手》、《太空狼人殺》，是一款由美國遊戲公司Innersloth開發和發行的2018年線上多人社交推理遊戲。該遊戲支持跨平台遊玩，於2018年6月在iOS和Android設備上發布，同年11月在Windows上發布。它於2020年12月移植到了任天堂Switch平台，並於2021年12月在PlayStation 4、PlayStation 5、Xbox One和Xbox Series X/S上發布。還推出了虛擬現實版《Among Us VR》，並於2022年11月10日發布。
《Among Us》的故事背景設定在太空主題的場景中，玩家扮演著不同顏色、無手臂的卡通太空人。每個玩家扮演兩個角色中的其中一個：大多數是船員（英语：Crewmate），而少數是伪装者（英語：Impostor）。船員需要在遊戲中完成分配的任務，同時利用社交和推理來識別並投票驅逐伪装者，而伪装者的目標則是殺死船員。該遊戲受到米勒山谷狼人和科幻恐怖電影《突變第三型》的啟發。
儘管該遊戲最初在2018年發布時並未引起主流關注，但由於許多Twitch流行主播和YouTuber在2019冠状病毒病疫情期間玩這款遊戲，它在2020年獲得了巨大的人氣。遊戲因其有趣和娛樂性的玩法而獲得了評論家的好評。該遊戲及其風格化的角色成為了各種網絡迷因的主題。

## 遊戲玩法
《Among Us》是一款多人遊戲，支援4-15名玩家。其中遊戲將隨機選擇1-3名玩家扮演伪装者，其餘玩家則是扮演船員。
遊戲共有五張地圖：
1. 飛船
2. 米拉总部（英語：MIRA HQ）
3. 極地
4. 亨利飛艇（英語：The Airship） (此地圖基于开发者的的另一款遊戲《亨利火柴人》的部分内容制作[6])
5. 無人島（英語：The Fungle）

船員要以小遊戲的形式在地圖上完成任務，其中包括對重要系統的維護工作，例如重新佈線或給發動機加油。伪装者會得到虛假的任務清單以便混在船員之中，伪装者可以識別其他伪装者的身份並能够破壞地圖上的维生系統、穿越通風口和殺死船員。如果玩家伪装者鬼殺死，他們將變成幽靈。幽靈具有穿過牆壁的能力，但只能以有限的方式繼續在地圖上互動，除了其他變成幽靈的死亡玩家和自己，其他玩家都無法看見幽靈。。除了幽靈以外，所有玩家通常都只能看到有限的距離。
幽灵如果是伪装者，则无法继续杀死船员，但仍然可以进行破坏。而幽灵如果是船员，则可以继续完成任务，但无法参与紧急会议的讨论，也无法修复破坏。幽灵随时都可以其他幽灵交流。
船員需要完成所有任務或找到並投票驅逐所有伪装者獲勝，而伪装者則需要殺死一定數量的船員，使剩餘的人數等同伪装者的人數或破壞倒計時結束後獲勝。（但是很多時候玩家會因個人或網路原因掉線，所以伪装者有时只要殺死很少船員就可勝利）幽靈則是通過協助身為船員或伪装者的隊友完成任務或進行破壞，守护天使可以通过为船员加盾保护船员以阻止内鬼的击杀。當伪装者進行破壞活動時，要麼立即產生效果（例如關閉所有燈光），要麼被破壞設施將開始倒數計時（例如破壞核反應堆），如果船員沒有在倒數計時結束之前完成维修任务，所有船員將死亡並且遊戲結束，伪装者获胜。。
如果某位玩家發現了屍體，可以立即通報並強制所有玩家參加會議，投票選出疑似伪装者的玩家，投票採用相對多數制，獲得票數最高的玩家將會立即死亡變成幽靈。如最高票者有多於一個，即平票，或投棄權者超過最高得票者，則無人死亡。幽靈沒有投票權，因為他們知道誰是伪装者，即殺死他們的人。玩家還可以隨時按下地圖上的“緊急會議（英語：Emergency meeting）”按鈕來召開會議（無論是伪装者還是船員但幽靈不能），不過每个玩家按按鈕的次數有限制，所以个人不可連續按多次按鈕，以把機會讓給別人，同時防止会议被濫用以及騷擾。。遊戲通過文字進行聊天，或者使用“Quick chat”功能进行快捷输入（在新版本中低于13岁的玩家只可以使用“Quick chat”进行聊天）。只有活著的玩家才能在會議期間進行交流，而幽靈只能在幽靈之間交流。
儘管遊戲沒有內置的語音聊天系統，但玩家通常會在玩遊戲的同時使用類似Discord或者CrewLink （页面存档备份，存于）等第三方聊天工具交流。遊戲提供各種自定義選項，例如視野範圍和緊急會議冷却。

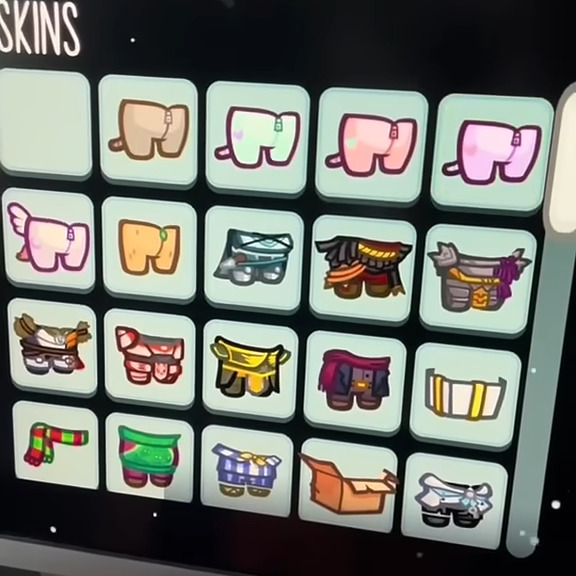
遊戲中的外觀選擇

玩家通过游戏可以获得豆子（英語：Beans）、经验和造型方块的碎片等。获取经验可以提高游戏等级，豆子可以购买大部分装饰，碎片可以解锁造型方块内的饰品。遊戲中還有装饰物品可以選擇，有太空服顏色、皮膚、帽子、寵物、会议名牌、造型方块等。，大部分可以在游戏内免费获取，少部分需要付費购买。
船员分为以下角色：
1. 船员，即完成自己任務，修理破壞，找出伪装者，同時防禦自己。 （英語：Crewmate）
2. 工程师，可以跳管道，但每跳一次后就需要冷却30秒，且只能在管道中停留有限时间，當發現非工程師跳管道則意味著是伪装者。（英語：Engineer）
3. 守护天使，死亡后可以給別人免疫一次死亡的機會，每免疫一次后需要冷却60秒。（英語：Guardian Angel）
4. 科学家，在普通船員的基礎上可以查看玩家的心電圖，可以知道玩家是否還存活，但作用有限，而且心电图在使用3-4秒后就会因电量耗尽锁死。完成任务可以为心电图充电。（英語：Scientist）
5. 大嗓门，在被伪装者殺死後會發出聲音和指向尸体的箭头來呼喚船員。（英語：Noisemaker）
6. 追蹤者，可在船員身上放追蹤器，以監察船員的位置。（英語：Tracker）

伪装者则分为这些角色：
1. 伪装者，可以擊殺船員并制造破坏（如：关门）。（英語：Impostor）
2. 變形者，在普通伪装者的基礎上可以偽裝外表化形成其他玩家，可以栽贓且防止被發現。[2]（英語：Shapeshifter）
3. 幽靈，在普通伪装者的基礎上可以隱身，避免其他玩家發現。（英語：Phantom）

## 发展历史

### 早期開發
《Among Us》受到桌上遊戲《杀手》的启发，最初是仅在移动设备发布的一款单一地图的本地多人游戏。
2018年6月，这款游戏发布在Android和iOS上，AppID为“spacemafia”。发布后不久，《Among Us》的平均玩家人数达到30至50人。程序员Forest Willard认为“发行效果不佳”，设计师Marcus Bromander则认为原因在于InnerSloth工作室“在营销方面确实很糟糕”。开发团队“多次打算放弃”，但在一小群玩家的支持下继续进行工作，先后添加了多人在线模式、新任务和自定义选项，在这之后发布了Steam版本。PC版本支持跨平台游戏，在2019年添加了另外两个地图「Mira HQ」和「Polus」。并且在2021年3月31日添加了一个基于Henry stickmin系列的一款名叫亨利飞艇的新地图。
根据Willard的说法，该团队坚持开发这款游戏，“比从纯粹商业角度来说的开发时间要长得多”，定期更新游戏的频率高达每周一次，这使得玩家如同雪球般的稳定增长。Bromander表示，他们之所以能够这样做是因为他们有足够的积蓄让他们在游戏销售不佳的情况下也能继续制作游戏。

### 人气提升
2020年，在韩国和巴西的二次创作者掀起了一股热潮，这股高人气的热潮甚至影响到了英语世界。Bromander指出，游戏在墨西哥、巴西和韩国比美国最受欢迎。根据Willard的说法，因为Twitch實況主Sodapoppin该游戏于2020年7月在Twitch流行起来。在这之后，许多Twitch實況主和YouTubers开始玩起了《Among Us》，包括著名的创作者CallMeCarson、xQc、Pokimane、Shroud、Ninja和PewDiePie。Eurogamer的Emma Kent认为，《Among Us》因为Innersloth的The Henry Stickmin Collection的发行而提升了知名度，PC Gamer的Wes Fenlon相信Twitch實況主SR_Kaif“为《Among Us》时刻做好了准备”。在此期间，Innersloth工作室开始出售《Among Us》的周边。
游戏在接下来的几个月人气继续升温，2020年9月游戏的下载量超过了1亿次，玩家数量持续上升，最终达到同时在线150万名玩家，其中有近40万玩家从Steam进入游戏。玩家数量的暴增导致游戏得服务器超负荷运行，Willard说“当时服务器靠着完全免费的Amazon服务器运作，这太可怕了”，这迫使他要在短时间内对服务器进行修复。在人气暴增的期间，美國陸軍電子競技曾在《Among Us》中引发争议，该队中的某些玩家使用游戏名包括黑鬼和长崎轰炸，被美国一些观众指责具有“冒犯性”、“令人无法忍受”。

### 未来计划
随着游戏的人气提升，开发团队将重点转移到了续集《Among Us 2》中。这段期间，Willard和Amy Liu继续更新《Among Us》，提升了了最大玩家数，添加了4个服务器，3个地区，以及维护了游戏代码以支持更多玩家同时在线游戏。2020年9月，开发团队取消了续作的计划，因为“有部分人喜欢并且享受原作”而决定把续作的内容添加到原作上。 由于Innersloth认为游戏的代码库“已经过时，并且不支持添加太多新内容”，因此该团队计划重新设计游戏的核心代码以支持新功能。开发团队宣布解决游戏服务器问题的计划，并添加了色盲支持、好友系统以及基于Henry Stickmin系列的新地图——飞艇。。
Innersloth工作室考虑过将游戏发布到PS4和Xbox One，但遇到了玩家无法使用文字或语音的聊天问题。开发团队考虑为游戏开发类似火箭聯盟的“Quick comms”全新通讯系统。截至2020年9月，尚不清楚开发的进度。2020年12月16日，在任天堂独立游戏直面会上，Innersloth宣布本作将于同日发售Nintendo Switch版本。

## 模式

### 普通模式（Normal）
《Among Us》最初的游戏模式，参见上文游戏玩法。

### 躲猫猫模式（Hide and Seek）
2022年12月8日，开发团队推出了Hide and Seek模式（也称躲猫猫模式），模式中可以扮演船员与伪装者。
船员任务：
船员的初始职业是工程师，有一定的钻洞次数。通过完成任务、推进计时和灵活移动、使用通风管道避开伪装者，坚持活下来直到游戏结束。
伪装者任务：
利用技巧找到船员，杀掉他们！
游戏玩法：
值得注意的是，在此模式中，无法使用报告功能，您将只能在伪装者的刀下逃生。船员将会得到一个高科技威胁指示器，当伪装者靠近时，你将会获得提醒。而伪装者的视野有限，船员可以用你的智慧、通风口和指示器来躲开他们！船员通过完成任务可以减少倒计时，增大生存机会。
在该模式下，伪装者无法使用通风口，你需要快速行动才能抓住猎物。四周一片漆黑！还好，你有手电筒可以帮你找到下一个受害者。在终极对决前如果内鬼杀死了足够多的船员，将能提前获得定位船员位置的探索地图。
在倒计时结束时，将会进入终局对决。伪装者的能力将会获得提升：他们将会有更快的速度，还会获得特殊的探索地图可以定位到船员的所在位置，同时每个一段时间，就能通过屏幕上的红点定位到船员。

## 其他值得注意的变化
在2022年9月27日，官方发布公告，称将大厅内房间的名称随机化。房间名称原来与房间主人名称相同，现在由游戏随机分配。
在v2022.12.8版本更新中，有一些值得注意的变化。

a.新的筛选器
- 在寻找公共大厅或创建一个大厅时，您现在需要指定它是什么样的大厅。目前，有四种选择：
  - 初学者：适合新玩家。
  - 休闲：适合只是想玩得开心的玩家，而不是太认真地对待游戏。
  - 严肃：适合希望获胜并更刻意地玩游戏的玩家。
  - 专家：适合了解Among us的玩家。

注意：筛选器将显示所选的确切选项。例如，“初学者”和“严肃”会发现您的大厅被标记为这两个项目。它不会列出仅列为“初学者”或“严肃”的大厅。

b.宠爱你的宠物!您现在可以在游戏和大厅中抚摸您可爱的同伴。站在您的宠物附近并按住按钮抚摸它们。

c.新的鬼魂按钮——幽幽鬼影（英語：Haunt）。死后您希望可以更轻松地跟踪您的朋友或敌人以观看游戏？新的鬼魂按钮可让您做到这一点，追踪任何活着的船员、伪装者或困扰你的鬼魂同伴。

d.引入新的游戏模式：躲猫猫（英語：Hide n Seek）。

在v2023.6.13版本更新中，有以下主要变化。

a.大厅界面大幅度修改。

b.自由模式（英語：Freeplay）现改名为练习模式（英語：Practice）。

c.引入新的造型方块："The Pusheen Cosmicube"。

d.6月15日，Among Us迎来五周年生日，官方发放免费生日庆祝饰品，开发者发布对所有玩家的感谢信。

在v2023.7.11版本更新中，官方更新了快速聊天系统。现在快速聊天更加便捷、实用，功能更加全面。同时在这次版本更新前后，官方修改了匹配系统。模组玩家需要在官方提供的特定版本服务器上游玩以避免反作弊问题，这意味着原版玩家和模组玩家将不能相互匹配。原版玩家仍能通过房间代码加入模组房间。